# Rovėja
Rovėja – rzeka w północnej części Litwy, w rejonie birżańskim, prawy dopływ Apaščii (dorzecze Niemenka). Ma 38 km długości, a jej dorzecze zajmuje powierzchnię 191 km². Źródła znajdują się w pobliżu miejscowości Pariškiai, ok. 5 km na południowych wschód od Popiela. Płynie po Równinie Muszy i Niemenka w kierunku północno-zachodnim, przecinając Popiel i Parovėję, aby w dolnym odcinku zmienić kierunek biegu na zachodni. Koło wsi Juodeliai, ok. 6 km na północ od Birż, uchodzi do Apaščii. Dopływami rzeki są: Kubilių upelis, Margeniškis, Upelis, Gylė, Obelaukis, Varnupys (lewe), Garšva, Jievynė, Serbenta, Karvelupis, Kryžupis (prawe). Koryto w górnym biegu ma do 4 m szerokości, w dolnym zaś – od 10 do 15 m i głębokość do 1,2 m. Spadek rzeki wynosi 0,94 m/km. Prąd osiąga prędkość 0,2 m/s. Średni przepływ w Parovėi, 11 km od ujścia, wynosi 1,05 m³/s, natomiast u ujścia jest to 1,15 m³/s. W pobliżu Popiela na rzece utworzono zbiornik zaporowy o powierzchni 86 ha. W dolnym biegu rzeka przepływa przez terytorium Birżańskiego Parku Regionalnego.